# Svěrací kazajka (film)
Svěrací kazajka (v anglickém originále The Jacket) je americký psychologický thriller z roku 2005, který natočil režisér John Maybury podle scénáře Massy Tadjedin. Částečně byl inspirován románem Tulák po hvězdách spisovatele Jacka Londona z roku 1915. Film vypráví příběh veterána z války v Zálivu Jacka Starkse, který byl postřelen a po návratu domů byl obviněn z vraždy. Byl odsouzen k pobytu v psychiatrické léčebně, kde na něm lékaři experimentovali s použitím svěrací kazajky a omamných látek.
Film měl premiéru dne 23. ledna 2005 na festivalu Sundance Film Festival, 20. února byl pak promítán na Dublin Film Festival a do kin se dostal 4. března 2005. V Česku měl premiéru 4. července 2005 na Mezinárodním filmovém festivalu v Karlových Varech.

## Děj
Hlavním hrdinou filmu je veterán z války v Zálivu Jack Starks (Adrien Brody). Když byl ve válce postřelen, lékaři jej prohlásili za mrtvého, ale on po chvíili obživl. Poté, co se v roce 1992 po rekonvalescenci vrátil do Vermontu, potkal při své pěší cestě matku Jean (Kelly Lynch) s malou dcerou Jackie (Laura Marano), jimž se rozbilo vozidlo. Sparks jejich auto opravil a malé Jackie daroval své psí známky. Později zastaví muž a nabídne mu svezení; vůz po chvíli zastaví policie, přičemž v té chvíli se scéna přesune k soudu. Sparks si z té doby kvůli amnézii nepamatuje nic, co se stalo po zastavení auta policií. Sparks byl odsouzen za vraždu policisty.
U soudu nebyl odsouzen k vězení, ale k pobytu v ústavu pro choromyslné zločince. Zde se jej ujal doktor Thomas Becker (Kris Kristofferson), který s lidmi experimentuje způsobem, že je navleče do svěrací kazajky, nadopuje prášky a zavře do boxu určeného pro mrtvé. Když byl Sparks v boxu podruhé, zjistil, že může cestovat do budoucnosti, kde potká mladou ženu. Ta mu nabídne odvoz a v této chvíli Sparks zjistil, že je rok 2005. Později u ní našel své psí známky a zjistil, že jde o Jackie. Ta mu nechce uvěřit, že je Jackem Sparsem, protože ten zemřel již na Nový rok 1993, a vyhodí jej ze svého domu.
Poté, co byl znovu zavřen do boxu, se s Jackie znovu setkává; tentokrát jej již přijme a uvěří mu, že opravdu jde o Sparkse. Spolu začnou pátrat, jak Sparks v roce 1993 zemřel a navštíví i lékaře, kteří se o něj starali. Od nich se dozvěděl, že jej nikdo nezabil, jak se sám domnívá, ale že uklouzl a udeřil se do hlavy, což způsobilo jeho smrt. V budoucnosti se rovněž dozví, že se jeho lékařka Beth Lorenson (Jennifer Jason Leigh) stará o postiženého chlapce.

## Obsazení
| Adrien Brody         | Jack Starks            |
| Keira Knightley      | Jackie Price           |
| Kris Kristofferson   | doktor Thomas Becker   |
| Jennifer Jason Leigh | doktorka Beth Lorenson |
| Kelly Lynch          | Jean Price             |
| Brad Renfro          |                        |
| Daniel Craig         | Rudy Mackenzie         |
| Steven Mackintosh    | doktor Hopkins         |
| Brendan Coyle        | Damon                  |
| Mackenzie Phillips   | sestra Hardling        |
| Laura Marano         | malá Jackie            |
| Jason Lewis          | Harrison               |

## Ocenění
Po uvedení k kinech dne 4. března 2005 vydělal za první víkend 2 723 682 dolarů a byl promítán ve 1 331 kinech po celých Spojených státech amerických. V pozdějších měsících vydělal 14 822 463 dolarů po celém světě, přičemž 6 303 762 dolarů v USA.
Film byl neúspěšně nominován na cenu Saturn Award v kategorii nejlepší science fiction film.